# Rwerumeer
Het Rwerumeer is een meer in het noorden van Burundi en het zuiden van Rwanda. De grens tussen Rwanda en Burundi loopt dwars door het meer in oost-westelijke richting.